# Andreu Febrer
Andreu Febrer (Vich, c. 1375 -¿?, c. 1440), diplomático, poeta y traductor español de expresión catalana.

## Biografía
De origen menestral, pudo disfrutar sin embargo de una excelente formación porque, siendo aún muy joven, fue introducido en la cancillería real y en 1393 ya era escribiente del rey Juan I de Aragón y más tarde (1398) camarero real de Martín el Humano; marchó en cruzada contra los musulmanes de Berbería y a Francia para hacer gestiones diplomáticas en su corte; también viajó a Italia, donde entró en contacto con los primeros humanistas y la literatura del Renacimiento y, en tiempos de Alfonso el Magnánimo, participó en una famosa expedición naval a Cerdeña y a Córcega (1420) junto a los escritores Ausiàs March y Jordi de Sant Jordi, un hijo de Bernat Metge, el padre y hermanos de Joanot Martorell y un largo etcétera de miembros de las mejores familias de la corona.
Se conservan de él una quincena de poemas escritos entre 1393 y 1400: once son de temática amorosa, dos sirventeses guerreros motivados por la expedición del rey Martín a Túnez para recuperar unas custodias sagradas que habían robado unos piratas musulmanes, y dos elogios cortesanos, uno de ellos el Elogio de las damas de Cardona, que recuerda a una composición similar de Cerverí de Girona, más otro dirigido a la reina María de Sicilia donde explica las benéficas influencias de los astros sobre ella. Como traductor concluyó en 1429 una versión al catalán en verso decasílabo catalán de la Divina Comedia de Dante Alighieri y otra del Decamerón de Giovanni Boccaccio (iniciada por un autor anònimo); todo parece indicar que su intención era ofrecerlas a Alfonso el Magnánimo como regalo, porque ese mismo año iba a visitar Barcelona.

## Obra
- Andreu Febrer, Poesies, ed. de Martín de Riquer: Barcelona: Barcino («ENC»), 1951.

- Datos: Q3616238
- Multimedia: Andreu Febrer i Callís / Q3616238